# Puente Queshuachaca
Queshuachaca o Q’eswachaka (en quechua, q’ichwa chaka 'puente de soga de paja', quechua cuzqueño [ˈqʼes.wa ˈt͡ʃa.ka]) es un puente de cuerda construido a base de fibra vegetal (ichu) ubicado en el distrito de Quehue, provincia de Canas en el departamento del Cuzco a 3700 m s. n. m. cruzando el río Apurímac. La existencia de este puente data desde la época inca y su mantenimiento y renovación se realiza mediante un rito ejecutado por las comunidades de Huinchiri, Chaupibanda, Ccollana Quehue y Choccayhua.
El puente mide 28 metros de largo y 1.20 metros de ancho, su estructura esta hecha básicamente de tiras largas de ichu trenzado.

## Historia
En tiempos incas estos puentes eran realizados íntegramente de ichu y troncos atados a una estructura de piedra que era elaborada especialmente para sostener el puente; cada uno o dos años se renovaban las partes de ichu y madera asesorados por un especialista inca «mitmae». Existen crónicas que indican que estos puentes eran reparados con gran rapidez durante el periodo inca.
Estas estructuras no perdieron vigencia en el periodo colonial, pues eran de gran importancia , puesto que eran más resistentes a terremotos que las estructuras de piedra.

## Ritual de renovación

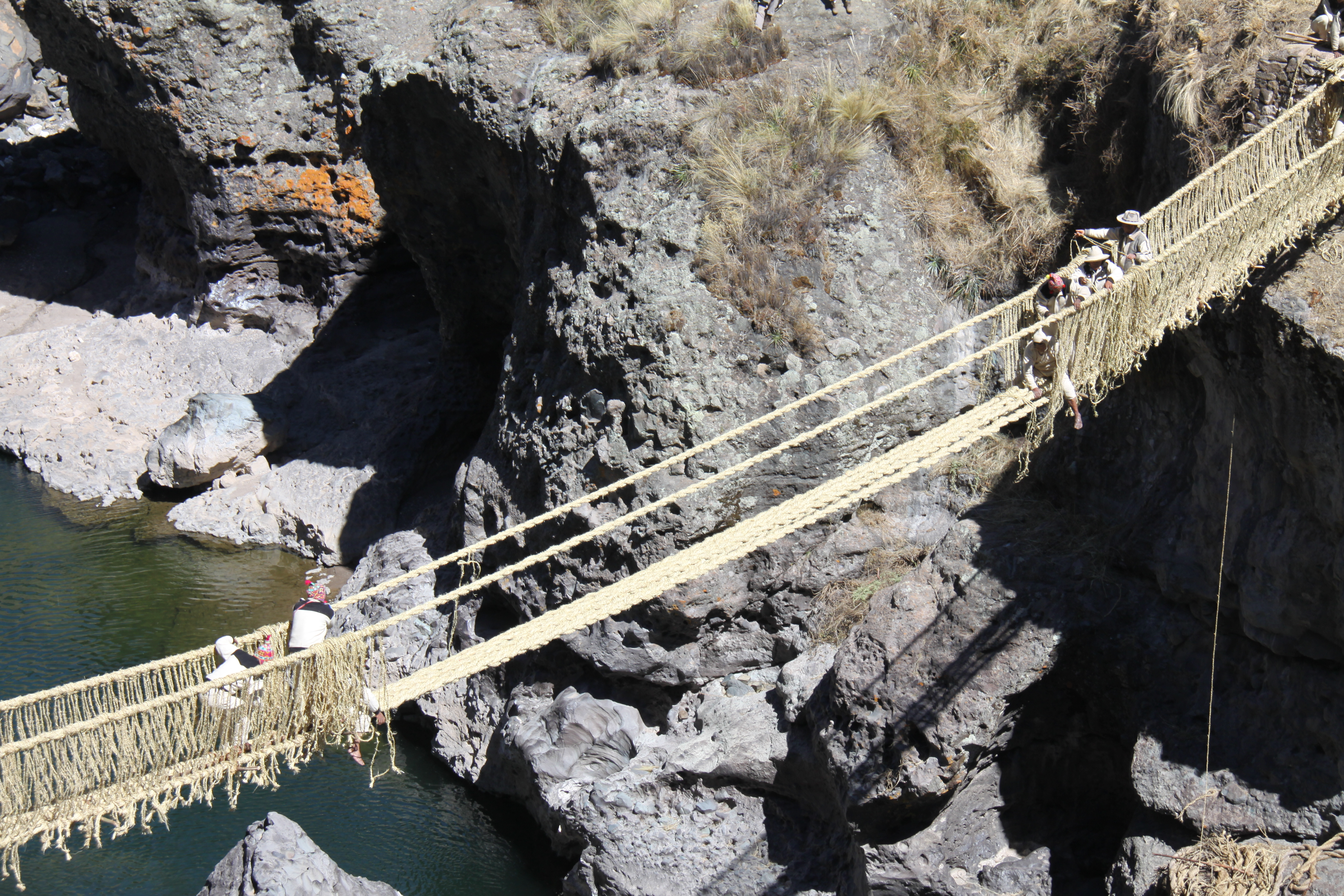
La renovación del puente es llevada a cabo por los pobladores de la zona.

El ritual de renovación del puente Q'eswachaca se realiza mediante un modelo de trabajo que data de tiempos incas denominado «Minka». Este trabajo tiene diversas actividades rituales y festivas que duran 4 días, y por lo general se inicia el primer domingo de junio.
El primer día se celebra un rito al «apu Quinsallallawi», este rito se realiza durante el amanecer; mientras esto sucede se acopia el «qoya ichu» que luego se trenza en soguillas denominadas «q'eswas», la actividad del trenzado la realizan las mujeres bajo la supervisión de un «chakaruwak» o especialista.
Durante el segundo día se desarma la estructura de ichu del puente viejo, se sacan los clavos de piedra que sostienen el puente y se colocan 4 sogas que son la base de la estructura del puente nuevo.
El tercer día se terminan los pasamanos y la superficie por donde se caminará. Finalmente al cuarto día se festeja con danzas y mucha comida típica, dado que el trabajo comunal siempre fue considerado como día de fiesta por los ancestros peruanos.

## Declaración de Patrimonio Cultural de la Nación

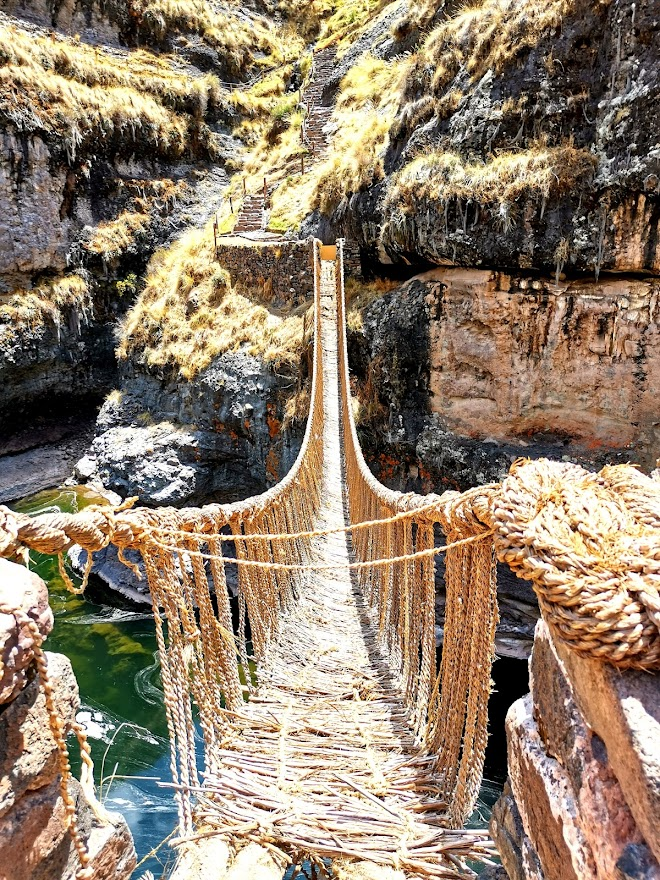
El Queshuachaca en noviembre de 2020.

El 5 de agosto de 2009 el Instituto Nacional de Cultura del Perú declaró como Patrimonio cultural de la nación al «ritual de renovación del puente Q'eswachaca, así como los conocimientos asociados a su historia y construcción».

## Daños
Debido a una falta de mantenimiento en 2020 a causa de la Pandemia de COVID-19, el Queshuachaca colapsó en marzo de 2021. El ministro de cultura Alejandro Neyra anunció la restauración del puente, labor que fue llevada a cabo por las comunidades de la zona en las semanas siguientes.
El Queshuachaca volvió a caer en la madrugada del 17 de mayo del 2025 producto de un acto vandálico por parte de desconocidos, lo que llevó a la Fiscalía de Calca a investigar y ser reconstruido nuevamente.